# 빌리 풀
루시 빌리 풀(1929년 3월 21일 ~ 2005년 5월 21일)은 미국의 재즈와 블루스 가수이다.

## 인생과 업적
빌리 폴은 1943년 가족과 함께 캘리포니아로 이주하여 합창단을 설립했다. 그녀는 샌프란시스코 주변의 수많은 콘서트에서 공연을 했다. 1954년에 그녀는 프랑스로 가서 독일 / 프랑스 영화 "영웅은 피곤하다"에서 연기했다. 그곳에서 빌리 폴은 영성과 재즈를 불렀다. 1959년 빌리 폴은Clark Sim, Elek Bacsik, Michel Gaudry, Kenny Clarke의 지원을 받아 Art Simmons로 녹음을 했다. 1961년 8월 30일, 그녀는 험프리 리틀 턴과 에릭 돌피와 함께 Joachim-Ernst Behrendt가 주최하는 독일 프로그램 "Jazz gehört und gesehen "에 출연했다.
그해 쾰른에 출연 한 후 Kenny Clarke / Francy Boland Big Band와의 녹음이 계획되었지만 빌리 폴이 미국으로 돌아가야 했기 때문에 취소했다.  1962년 그녀의 첫 번째 앨범 인 Sermonette for Riverside 가 출판되었다. 빌리 폴은 피아니스트 지미 존스, 오케스트라와 함께 노래를 불렀다. 빌리 폴의 두 번째 앨범Confessin의 The Blues는 Junior Mance, Kenny Burrell, Bob Cranshaw 및 Mickey Roker가 참여했다.
1968/1969년에 빌리 풀레는 프랑스로 돌아와 Memphis Slim과 함께 공연했다. 그녀의 마지막 몇 년 동안 빌리 폴는 여동생 베티 개들링(앨런 템플 침례 교회 매스 콰이어라는 합창단을 이끄는 사람)와 노래했다.

## 음반
- Sermonette (1961 ~ 62, Jimmy Jones, Orchestra와 함께한 음반)
- Confessin' the Blues (1963년 주니어 챈스, 케니 버렐, 밥 크 랜쇼, 미키 로커와 함께한 음반)